# Clark Mountains
Clark Mountains är ett berg i Antarktis. Det ligger i Västantarktis. Inget land gör anspråk på området. Toppen på Clark Mountains är 1 200 meter över havet.
Terrängen runt Clark Mountains är platt. Trakten är obefolkad. Det finns inga samhällen i närheten. 